# Thomas Pesenti
Pour les articles homonymes, voir Pesenti.
Thomas Pesenti, né le 16 octobre 1999 à Fidenza, est un coureur cycliste italien.

## Biographie
Originaire de Fidenza, Thomas Pesenti grandit à Fontanellato dans la province de Parme. Il commence le cyclisme à l'âge de sept ans au sein de l'AC Eiffel Fontanellato. Il court ensuite à la SC Torrile, au GS Parmense et à l'ASD Noceto Nial dans les catégories de jeunes. 
Lors de sa seconde année juniors, il montre ses qualités de grimpeur en remportant quatre courses et le classement de la montagne du Giro della Lunigiana. L'année suivante, il rejoint le club Beltrami-TSA-Argon 18-Tre Colli pour ses débuts espoirs. Il est conservé par cette formation en 2019, lorsque celle-ci devient une équipe continentale. Au printemps, il chute et se fracture le scaphoïde, ce qui l'éloigne des compétitions pendant un mois. 
En 2022, il se révèle au niveau professionnel en terminant cinquième de Per sempre Alfredo ou douzième du Grand Prix de l'industrie et de l'artisanat de Larciano, au milieu de plusieurs coureurs du World Tour. Il connait sa première sélection en équipe nationale d'Italie pour l'Adriatica Ionica Race. En juillet, il s'impose sur le Giro del Medio Brenta puis sur lors du Visegrad 4 Bicycle Race - GP Slovakia. En 2023, il reste sans victoire au niveau international, mais parvient à ajouter quatre succès à son palmarès dans des courses du calendrier national.
Comme son équipe Beltrami TSA-Tre Colli n'emploie que des coureurs de moins de 23 ans, Pesenti doit la quitter après la saison 2023. N'ayant pas encore trouvé d'équipe professionnelle à ce moment-là, il s'installe au Japon en 2024 pour rejoindre la JCL Team Ukyo, qui compte également un directeur sportif italien, Alberto Volpi. Au cours de la saison, il décroche de nombreux tops 10, dont la deuxième place au classement général du Tour de Langkawi, une course de l'UCI ProSeries.
Ses performances attire l'attention de l'équipe World Tour Soudal Quick-Step. Pesenti devient membre de l'équipe de développement Soudal Quick-Step Devo pour la saison 2025, où il doit faire ses preuves dans un premier temps. Au début de la saison, il est utilisé par l'équipe World Tour à l'AlUla Tour, où il termine le tour comme le mieux placé de son équipe à la 14e place.

## Palmarès et résultats

### Palmarès par année
- 2022
  - Giro del Medio Brenta
  - Visegrad 4 Bicycle Race - GP Slovakia
  - 2e du Visegrad 4 Bicycle Race - GP Hungary
- 2023
  - Sulle Strade di Marco Pantani
  - Giro della Franciacorta
  - 5e étape du Tour de Vénétie amateurs
  - Coppa Varignana
- 2024
  - 2e du Tour de Langkawi
  - 3e du Tour de Bulgarie
- 2025
  - 3e du championnat d'Italie sur route

### Classements mondiaux
| Année                                 | 2020  | 2021  | 2022 | 2023 | 2024 |
| ------------------------------------- | ----- | ----- | ---- | ---- | ---- |
| Classement mondial                    | 1990e | 2123e | 340e | 984e | 324e |
| UCI Europe Tour                       | 1452e | 1441e | 272e | nc   | nc   |
|                                       |       |       |      |      |      |
| Légende : nc = non classéSource : UCI |       |       |      |      |      |